# Balkan Beats
Balkan Beats is de benaming voor de clubgerelateerde volksmuziek uit de Balkan.
Een onderscheidend kenmerk van de Balkan-volksmuziek zijn de onregelmatige maatsoorten, opgebouwd rond verschillende combinaties van 'korte' en 'lange' beats. Een 4/4 maat (4 even lange beats) kun je ook verdelen in 3+3+2/8 (lang lang kort). Deze traditionele muziek wordt vervolgens gemixt met de moderne pop-, rock- en dancemuziek. Etnische invloeden zijn de rode draad, uiteenlopend van het voormalig Oostblok tot Arabische, Oosterse en zelfs Latino (Mestizo) invloeden.  
Balkan Beats werden in 2000 bekend in de West-Europese landen door artiesten als Goran Bregovic en Shantel. Zij maakten de originele zigeunermuziek toegankelijk door beats toe te voegen, en ze dansbaar te maken.

## Balkanbeatsfeesten
De term Balkanbeats werd gemunt door Robert Šoko in 1993. Šoko startte toen met kleinschalige "Balkanbeatsfeesten" in Berlijn. Ondertussen zijn deze feesten een internationaal begrip, en gaan ze door in Berlijn, Antwerpen, Boedapest, Parijs en Londen. In Nederland kennen Amsterdam en Utrecht een actieve Balkanbeats-scene.

## Artiesten
- Balkanbeats Soundsystem
- Goran Bregović
- Tsiganisation project
- Mala Vita
- Amariszi
- Dubioza kolektiv
- Balkan Beat Box
- Shantel